# Osmia iberica
Osmia iberica är en biart som beskrevs av Van der Zanden 1987. Osmia iberica ingår i släktet murarbin, och familjen buksamlarbin. Inga underarter finns listade i Catalogue of Life.